# Rajd Barum 2003
Rajd Barum 2003 (33. Barum Rally Zlín) – 33 edycja rajdu samochodowego Rajd Barum rozgrywanego w Czechach. Rozgrywany był od 29 do 31 sierpnia 2003 roku. Była to trzydziesta trzecia  runda Rajdowych Mistrzostw Europy w roku 2003 (rajd miał najwyższy współczynnik – 20) oraz także piąta runda Rajdowych Mistrzostw Czech. Składał się z 20 odcinków specjalnych, jeden odcinek – osiemnasty o długości 23,98 km – odwołano.

## Klasyfikacja rajdu
| Miejsce                                        | Kierowca                                       | Pilot                                          | Samochód                                       | Czas                                           | Strata                                         |                                                |
| Klasyfikacja generalna, ERC i mistrzostw Czech | Klasyfikacja generalna, ERC i mistrzostw Czech | Klasyfikacja generalna, ERC i mistrzostw Czech | Klasyfikacja generalna, ERC i mistrzostw Czech | Klasyfikacja generalna, ERC i mistrzostw Czech | Klasyfikacja generalna, ERC i mistrzostw Czech | Klasyfikacja generalna, ERC i mistrzostw Czech |
| ---------------------------------------------- | ---------------------------------------------- | ---------------------------------------------- | ---------------------------------------------- | ---------------------------------------------- | ---------------------------------------------- | ---------------------------------------------- |
| 1.                                             | Václav Pech jun.                               | Petr Uhel                                      | Ford Focus RS WRC '02                          | 2:34:57.0                                      | 0.0                                            |                                                |
| 2.                                             | Miguel Campos                                  | Carlos Magalhães                               | Peugeot 206 WRC                                | 2:36:08.4                                      | +1:11.4                                        |                                                |
| 3.                                             | Jan Kopecký                                    | Filip Schovánek                                | Škoda Octavia WRC                              | 2:36:50.1                                      | +1:53.1                                        |                                                |
| 4.                                             | Tibor Cserhalmi                                | Jaroslav Palivec                               | Ford Focus RS WRC '01                          | 2:39:25.7                                      | +4:28.7                                        |                                                |
| 5.                                             | Karel Trojan jun.                              | Richard Nesvadba                               | Škoda Octavia WRC                              | 2:42:28.5                                      | +7:31.5                                        |                                                |
| 6.                                             | Tomáš Enge                                     | Petr Gross                                     | Škoda Octavia WRC Evo2                         | 2:43:03.7                                      | +8:06.7                                        |                                                |
| 7.                                             | Miroslav Jandík ml.                            | Radim Chrastecký                               | Mitsubishi Lancer Evo VII                      | 2:46:16.8                                      | +11:19.8                                       |                                                |
| 8.                                             | Emil Triner                                    | Emil Horniaček                                 | Seat Cordoba WRC Evo3                          | 2:46:57.1                                      | +12:00.1                                       |                                                |
| 9.                                             | Jan Votava                                     | František Synáč                                | Mitsubishi Lancer Evo VI                       | 2:50:39.3                                      | +15:42.3                                       |                                                |
| 10.                                            | Viktor Wagner                                  | Tomáš Singer                                   | Renault Clio S1600                             | 2:51:20.2                                      | +16:23.2                                       |                                                |